# مسجد فيير في ألبانيا
مسجد فيير هو مسجد ألباني تاريخي في مدينة فيير، ألبانيا.

## التاريخ

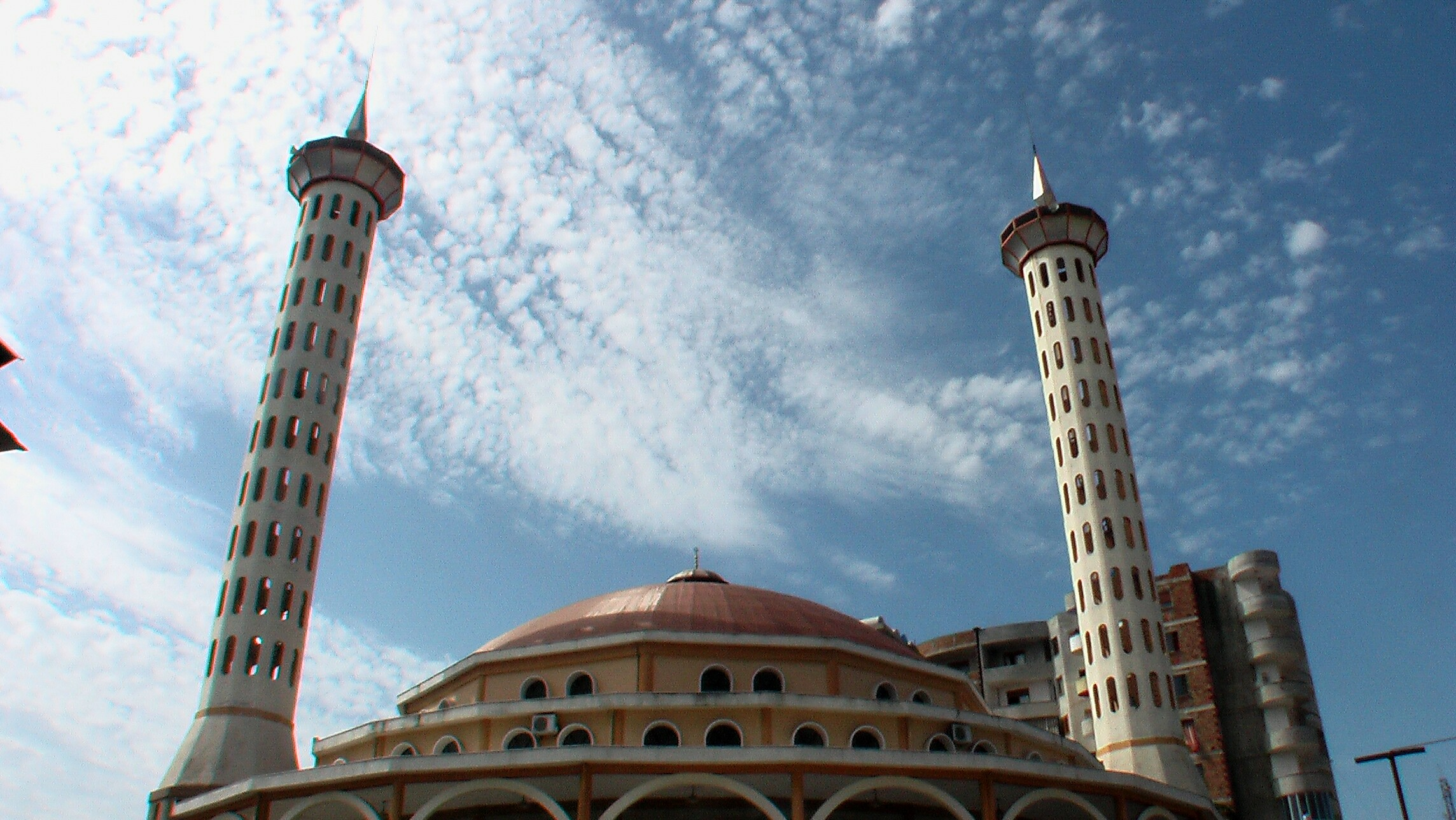
مسجد فيير في ألبانيا

يعد مسجد فيير أحد أكبر المساجد في ألبانيا، وهو أحد معالم جذب زوار مدينة فيير، تم بناؤه في عام 2005، بعد التدمير الشامل لدور العبادة الإسلامية في فيير في عهد الحكم الشيوعي السابق.